# Stephanocircus concinnus
Stephanocircus concinnus  (лат.) — вид блох из семейства Stephanocircidae.
Австралия: Квинсленд. Паразитируют на представителях семейства хищные сумчатые (Dasyuridae) из рода Phascogale sp. и семейства мышиные (Muridae): Hydromys chrysogaster Geoffroy, 1804, Rattus fuscipes (Waterhouse, 1839) и Uromys caudimaculatus (Krefft, 1867).